# Bombal
Bombal is een plaats in het Argentijnse bestuurlijke gebied  Constitución in de provincie Santa Fe. De plaats telt 3.307 inwoners.